# Abaynou
Abaynou (en àrab اباينو, Abāynū; en amazic ⴰⴱⴰⵢⵏⵓ) és una comuna rural de la província de Guelmim, a la regió de Guelmim-Oued Noun, al Marroc. Segons el cens de 2014 tenia una població total de 2.422 persones